# Wladimer Dwaliszwili
Wladimer Dwaliszwili (gruz. ვლადიმერ დვალიშვილი, ur. 20 kwietnia 1986 w Tbilisi) – gruziński piłkarz, występujący na pozycji napastnika, w latach 2009–2020 reprezentant Gruzji.

## Kariera klubowa
Karierę piłkarską Dwaliszwili rozpoczął w klubie Iberia Tbilisi. W 2004 roku trafił do pierwszej drużyny Dinamo Tbilisi i wtedy też zadebiutował w jej barwach w pierwszej lidze gruzińskiej. W swoim debiutanckim sezonie wywalczył z Dinamem mistrzostwo Gruzji. Na początku 2006 roku odszedł do Dinama Batumi, a latem tamtego roku ponownie zmienił klub i przeszedł do Olimpi Rustawi. W sezonie 2006/07 został po raz drugi w karierze mistrzem kraju.

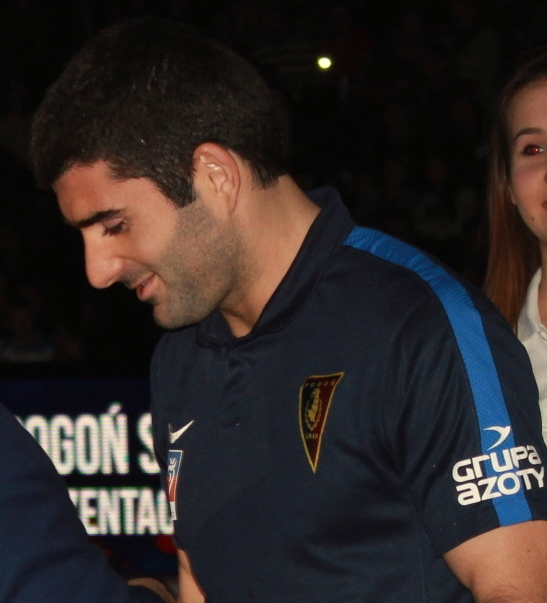
Wladimer Dwaliszwili w koszulce Pogoni Szczecin

W zimowym oknie transferowym 2008 roku Dwaliszwili został piłkarzem łotewskiego Skonto FC. W rozgrywkach Virslīgi grał przez półtora roku i strzelił w tym okresie 22 gole w 42 meczach. Latem 2009 roku został zawodnikiem izraelskiego Maccabi Hajfa. W jego barwach zadebiutował 22 sierpnia 2009 w wygranym 2:1 spotkaniu z Hapoelem Akka. Tydzień później w meczu z Hapoelem Ra’ananna (3:1) strzelił pierwszego gola w lidze izraelskiej. Ogółem w sezonie 2009/10 zdobył 16 bramek i był drugim najskuteczniejszym graczem Maccabi obok Szlomiego Arbeitmana.
11 stycznia 2012 podpisał dwuipółletni kontrakt z Polonią Warszawa. 15 lutego 2013 przeniósł się do Legii Warszawa. 12 sierpnia 2014 odszedł z warszawskiego klubu za porozumieniem stron, a dzień później podpisał dwuletni kontrakt z duńskim Odense. 27 sierpnia 2015 został zawodnikiem Pogoni Szczecin. Piłkarz w szczecińskim klubie występował przez jeden sezon zdobywając w tym czasie 3 bramki. 9 lipca 2016 został zawodnikiem gruzińskiego Dinama Tbilisi.

## Kariera reprezentacyjna
W swojej karierze Dwaliszwili występował w młodzieżowej reprezentacji Gruzji U-21. W seniorskiej reprezentacji Gruzji zadebiutował 6 czerwca 2009 w przegranym 1:2 towarzyskim spotkaniu z Mołdawią. 14 października 2009 w meczu eliminacji Mistrzostw Świata 2010 z Bułgarią (2:6) strzelił pierwszego gola w kadrze narodowej.

## Statystyki kariery klubowej
Aktualne na 17 maja 2016 roku
| Klub              | Sezon             | Liga              | Liga  | Liga   | Puchar kraju | Puchar kraju | Puchary europejskie | Puchary europejskie | Suma  | Suma   |
| Klub              | Sezon             | Liga              | Mecze | Bramki | Mecze        | Bramki       | Mecze               | Bramki              | Mecze | Bramki |
| ----------------- | ----------------- | ----------------- | ----- | ------ | ------------ | ------------ | ------------------- | ------------------- | ----- | ------ |
| Dinamo Tbilisi    | 2004/05           | Umaglesi Liga     | 10    | 4      | –            | –            | –                   | –                   | 10    | 4      |
| Dinamo Tbilisi    | 2005/06 (j.)      | Umaglesi Liga     | 5     | 1      | –            | –            | –                   | –                   | 5     | 1      |
| Dinamo Batumi     | 2005/06 (w.)      | Umaglesi Liga     | 15    | 9      | –            | –            | –                   | –                   | 15    | 9      |
| Olimpi Rustawi    | 2006/07           | Umaglesi Liga     | 22    | 8      | –            | –            | –                   | –                   | 22    | 8      |
| Olimpi Rustawi    | 2007/08 (j.)      | Umaglesi Liga     | 12    | 1      | –            | –            | 2                   | 0                   | 14    | 1      |
| Skonto FC         | 2008              | Virslīga          | 27    | 9      | –            | –            | –                   | –                   | 27    | 9      |
| Skonto FC         | 2009              | Virslīga          | 15    | 13     | –            | –            | –                   | –                   | 15    | 13     |
| Maccabi Hajfa     | 2009/10           | Ligat ha’Al       | 35    | 16     | –            | –            | 12                  | 5                   | 47    | 21     |
| Maccabi Hajfa     | 2010/11           | Ligat ha’Al       | 30    | 13     | –            | –            | 2                   | 2                   | 32    | 15     |
| Maccabi Hajfa     | 2011/12           | Ligat ha’Al (j.)  | 11    | 7      | –            | –            | 10                  | 4                   | 21    | 11     |
| Polonia Warszawa  | 2011/12 (w.)      | Ekstraklasa       | 12    | 3      | 0            | 0            | –                   | –                   | 12    | 3      |
| Polonia Warszawa  | 2012/13 (j.)      | Ekstraklasa       | 15    | 7      | 0            | 0            | –                   | –                   | 15    | 7      |
| Legia Warszawa    | 2012/13 (w.)      | Ekstraklasa       | 13    | 5      | 6            | 4            | –                   | –                   | 19    | 9      |
| Legia Warszawa    | 2013/14           | Ekstraklasa       | 21    | 10     | 2            | 0            | 11                  | 2                   | 34    | 12     |
| Legia Warszawa    | 2014/15 (j.)      | Ekstraklasa       | 1     | 0      | 0            | 0            | 0                   | 0                   | 1     | 0      |
| Odense BK         | 2014/15           | Superligaen       | 12    | 2      | 1            | 0            | –                   | –                   | 13    | 2      |
| Odense BK         | 2015/16 (j.)      | Superligaen       | 1     | 0      | 0            | 0            | –                   | –                   | 1     | 0      |
| Pogoń Szczecin    | 2015/16           | Ekstraklasa       | 28    | 3      | 0            | 0            | –                   | –                   | 28    | 3      |
| Ogółem w karierze | Ogółem w karierze | Ogółem w karierze | 285   | 111    | 9            | 4            | 37                  | 13                  | 331   | 128    |

## Sukcesy
Dinamo Tbilisi
- mistrzostwo Gruzji: 2004/05
- Superpuchar Gruzji: 2005

Olimpi Rustawi
- mistrzostwo Gruzji: 2006/07

Maccabi Hajfa
- mistrzostwo Izraela: 2010/11

Legia Warszawa
- mistrzostwo Polski: 2012/13, 2013/14
- Puchar Polski: 2012/13